# Antonio Montessoro
Antonio Montessoro (Genova, 2 dicembre 1938 – 21 febbraio 2002) è stato un politico italiano.

## Biografia
Iscritto al Partito Comunista Italiano dal 1959, è stato prima segretario della FGCI genovese e poi segretario della Federazione regionale ligure del PCI. È stato anche consigliere comunale a Genova. Dal 1980 è membro della Direzione nazionale, come responsabile della sezione "Problemi del lavoro".
Eletto deputato per il PCI nel 1983, viene riconfermato a Montecitorio nel 1987.
Il 21 novembre 1989, dopo che il Comitato Centrale del PCI aveva deciso di convocare il Congresso che avrebbe portato al proprio scioglimento, Montessoro decide di lasciare il partito: «Non avevo scelta: quando ti accorgi che la situazione sta precipitando, stupidamente; di fronte all'inaffidabilità di questo gruppo dirigente, ad una prova di imperizia e di inesperienza assoluta, non potevo fare altrimenti. Mi sono sentito defraudato del mio lavoro, dei trent'anni di vita dedicati al partito: e me ne sono andato». Dal 23 novembre si iscrive al gruppo misto nella componente di Democrazia Proletaria. Conclude il mandato parlamentare nel 1992.
Muore all'età di 63 anni nel febbraio 2002.